# Nykøbing Sj. Psykiatriske Museum
Nykøbing Sj. Psykiatriske Museum er et museum i Annebergparken i en af det tidligere statshospitals bygninger lidt uden for Nykøbing Sjælland. Det viser psykiatriens historie igennem næsten 100 år.
Museet er oprettet i 1988 af tidligere ansatte på hospitalet med støtte fra Vestsjællands Amt og de tre tidligere kommuner i Odsherred.
Det blev indrettet i den tidligere sikringsbygning "Bakkegården". I dag ligger museet på første sal i nr. 28 i hospitalets tidligere systue.
Udover museet har besøgende også adgang til kapellet i skoven og kirkegården, som bærer navnet "De hjerneløses kirkegård", fordi nogle patienter, som er begravet her, har fået taget deres hjerner ud inden begravelsen med henblik på at bruge dem til forskning i sindssygdomme.
Museet har skiftende særudstillinger om psykiatriens historie, men også permanente udstillinger med miljøer fra hospitalet - sengestuer, behandlingsrum mm.
Museet har medvirket i flere tv-programmer på bl.a. TV2, TV3 og Kanal 5, i 2012 og 2013 medvirker museet i Tv2 øst's programserie Guld fra gemmerne. Også i 2022 var TV2 Øst med på en rundvisning. Museet medvirker i det socialhistoriske projekt "Anbragt i historien", som Socialministeriet har støttet og som et forskerhold under Svendborg Museum har gennemført.
Museet er en selvejende institution.